# .uucp
A .uucp egy internetes legfelső szintű anonim tartomány kód, először 1985-ben jelentették be. A UUCP Mapping Project egy listázási próbálkozás volt.